# Replica (oggetto)

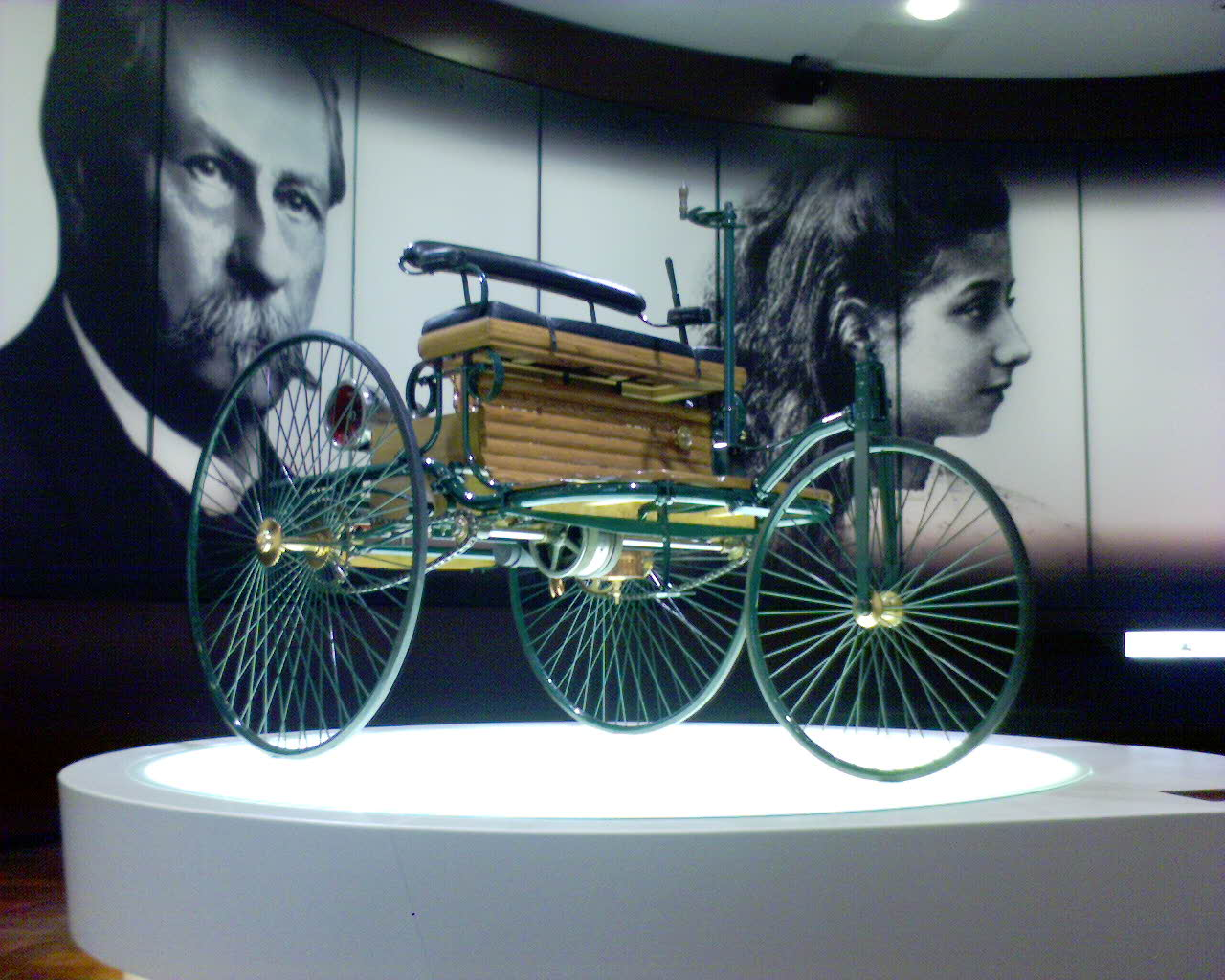
Una replica della Benz Patent Motorwagen (l'originale è del 1885) esposta al museo Mercedes-Benz di Brooklands

Una replica è la riproduzione di un manufatto, con l'intento di essere il più possibile somigliante all'originale almeno dal punto di vista estetico.
Nel caso delle opere d'arte si parla di replica quando realizzata dallo stesso autore, mentre una generica riproduzione da parte di autore diverso viene chiamata copia. Come per le opere d'arte, anche nel caso dell'abbigliamento, così come nella riproduzione di oggetti quali gli orologi, se queste repliche vengono effettuate in modo fraudolento, imitando illegalmente marchi e modelli, si rientra nell'ambito penale della contraffazione.
Sovente questo termine viene utilizzato per indicare un prodotto concepito e costruito con i criteri di oggi, ma che - soprattutto nell'estetica - tende a ricalcare fedelmente un modello del passato; ad esempio: la replica di un'antica pistola, di un vecchio modello di motocicletta, di un famoso orologio, di uno storico capo d'abbigliamento. In questo contesto, il termine replica trova affinità - ma non necessariamente coincidenza - col termine vintage; questo perché le odierne realizzazioni definite vintage, tendono a restituirci non già la copia tal quale di un manufatto più o meno antico, quanto piuttosto l'atmosfera, il fascino evocativo e romantico dei tempi passati. Nella replica si perseguono gli stessi intenti, ma subordinandoli all'esatta duplicazione visiva, anche nei minimi particolari, del modello originale.

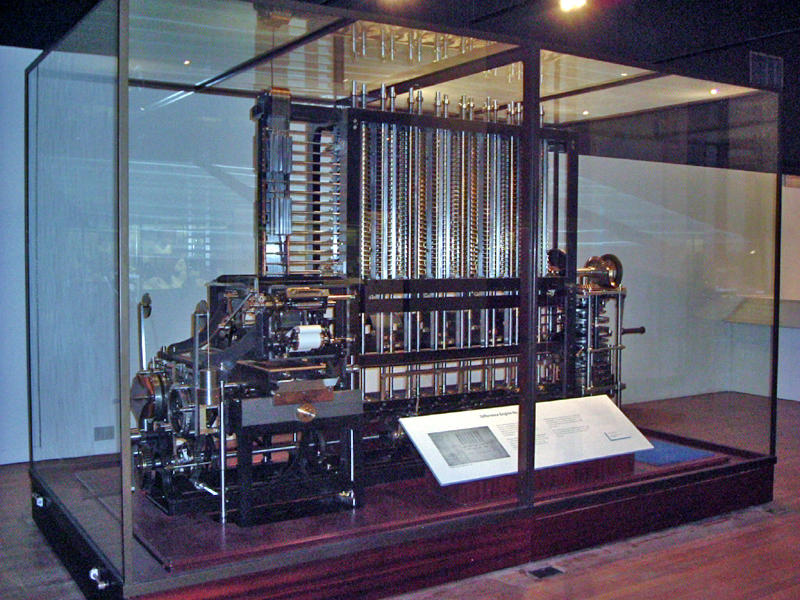
Replica della macchina differenziale di Charles Babbage, esposta allo Science Museum di Londra

Infine, esistono repliche costruite mantenendo quanto più possibile inalterata non solo l'estetica, ma anche la tecnologia, come nel caso dei veicoli replica, che sono veri veicoli in grado di muoversi. Queste repliche, solitamente, vengono utilizzate a scopo culturale e divulgativo, soprattutto nei musei della scienza e della tecnica, ogni qualvolta si desideri esporre un oggetto, un apparecchio o un macchinario del quale non esiste più o non è reperibile l'originale; ci si affida pertanto ad una replica, che deve essere la più fedele possibile. In casi particolari, questa replica viene fabbricata in totale assenza del modello originale, il quale, per le più svariate ragioni, è stato solo progettato ma mai costruito. È il caso della macchina differenziale, la cui replica, esposta allo Science Museum di Londra, è stata realizzata basandosi sui progetti originali del XIX secolo.